# Teateråret 1917

## Händelser

### Okänt datum
- Ernst Eklund blir chef för Blancheteatern i Stockholm.
- Framlidne statsminister Karl Staaffs pjäs Elisabet publiceras postumt.
- Den judiska teatern Habima i Moskva öppnar officiellt.[1]

## Årets uppsättningar

### Januari
- 26 januari – August Strindbergs pjäs Näktergalen i Wittenberg har Sverigepremiär på Svenska teatern i Stockholm.[2]

### Augusti
- 26 augusti – Walter Stenströms pjäs Lurifax och Spjuver har urpremiär i Enskede folkpark.[3]

### September
- 5 september – Ferenc Herczegs pjäs Riddaren av i går (A kék róka) har Sverigepremiär på Svenska teatern i Stockholm.[4]

### December
- 22 december – Anna Wahlenbergs pjäs Prinsessans visa har urpremiär på Intima teatern vid Birger Jarlsgatan i Stockholm.[5]
- 23 december – den unge, stupade Reinhard Sorges expressionistiska drama Der Bettler, publicerat som bok 1912 men aldrig tidigare spelat, sätts upp av Max Reinhardt på Deutsches Theater i Berlin

## Födda
- 15 augusti - Martin Ljung, svensk skådespelare (död 2010)

## Avlidna
- 3 september - Albin Lavén, 56, svensk skådespelare.